# McDonnell Douglas C-9
Le McDonnell Douglas C-9 est une version militaire de l'avion de ligne Douglas DC-9. Il est produit en deux principales versions : le C-9A Nightingale pour la United States Air Force et le C-9B Skytrain II pour la Navy et la Marine Corps ; viennent également s'ajouter les VC-9C de transport de personnalités et les C-9K destinés à la force aérienne du Koweït. Le dernier vol d'un C-9A a lieu en septembre 2005 et le VC-9C sont retirés en septembre 2011 ; la Navy retire son dernier C-9B en juillet 2014 et les deux derniers C-9 utilisés par la Marine Corps sont retirés du service en avril 2017.